# The Celluloid Closet
The Celluloid Closet (bra: O Outro Lado de Hollywood; prt: O Cinema no Armário) é um filme estadunidense de 1995, do gênero documentário, dirigido e escrito por Rob Epstein e Jeffrey Friedman, baseado no livro homônimo de 1981, de Vito Russo, que pesquisou filmes que retratavam personagens gays, lésbicas, bissexuais e transgêneros.
O nome do documentário faz alusão à expressão "sair do armário" - o ato de assumir a homossexualidade - e seu conteúdo é dedicado a explorar os filmes produzidos durante o período de censura em Hollywood, durante o chamado Código Hays,  (no qual apareceram personagens implicitamente homossexuais e também os cruéis estereótipos) até os progressos conquistados na década de 1990.
Com o objetivo de alcançar esse propósito, são habilmente entrelaçados eventos históricos por meio de narração de Lily Tomlin. A narrativa se enriquece com a inclusão de cenas de um número substancial de filmes e depoimentos impactantes de cineastas, roteiristas e renomadas estrelas como Tom Hanks, Susan Sarandon, Tony Curtis, John Schlesinger e Gore Vidal. Tais artistas comentam várias passagens dos filmes e suas próprias experiências pessoais em como lidar e atuar com e como personagens LGBT.
O documentário foi exibido em determinados cinemas nos Estados Unidos. No Brasil, fora exibido após o término do Festival do Rio, em 1996. Em 2005 foi exibido pelo canal por assinatura GNT, na semana em que se realizava a Marcha do Orgulho Gay, em São Paulo.
Vito Russo quis transformar seu livro em um documentário e ajudou no projeto até sua morte em 1990. Muitos críticos notaram que o tom dado ao filme era menos político do que no livro e encerrava-se com mais otimismo. Russo queria assim entreter e refletir as mudanças positivas que ocorreram na década de 1990.

## Produção
Russo abordou Rob Epstein sobre a ideia de fazer uma versão cinematográfica de The Celluloid Closet e escreveu uma proposta para o filme em 1986. No entanto, foi somente após a morte de Russo, em 1990, que Epstein e Friedman começaram a fazer algum progresso no projeto. Após a morte de Russo, o canal Channel 4, da Inglaterra abordou os cineastas sobre o filme e ofereceu financiamento de desenvolvimento para escrever um tratamento "e, o mais importante, determinar se seria possível obter os trechos de filmes dos estúdios."
Após desenvolver o projeto por anos, a captação de recursos ainda era o maior obstáculo. Lily Tomlin, a atriz e comediante que narrou o filme, lançou uma campanha de arrecadação de fundos pelo correio em homenagem a Vito Russo. Ela também liderou um evento beneficente no Castro Theatre, que contou com Robin Williams, Harvey Fierstein e a estrela drag Lypsinka. Steve Tisch, James Hormel e Hugh Hefner ofereceram "apoio significativo" e os cineastas começaram a receber financiamento de fundações, como o Paul Robeson Fund, o California Council for the Humanities e o Chicago Resource Center.
A televisão europeia novamente desempenhou um papel importante no financiamento do projeto, quando a ZDF/arte se envolveu, mas foi somente quando os cineastas entraram em contato com a HBO que puderam iniciar a produção. Em maio de 1994, "Lily Tomlin entrou em contato com Michael Fuchs, presidente da HBO, em nome do projeto. Epstein, Friedman, Tomlin e Rosenman voaram para Nova Iorque para uma reunião com Fuchs e a vice-presidente da HBO, Sheila Nevins. Nessa reunião, a HBO se comprometeu a fornecer o restante do orçamento."

## Impacto
O livro The Celluloid Closet teve como antecessores o livro Screening the Sexes de 1972, de Parker Tyler, e Gays and Film de 1977, de Richard Dyer, que também explora conteúdo e personagens LGBTs nos filmes.
O filme foi lançado em um momento dramático na história gay, quando Bill Clinton foi eleito presidente como o primeiro candidato presidencial de um grande partido a cortejar e prometer abertamente votos gays. No entanto, o movimento enfrentou um grande revés público quando a política Don’t Ask, Don’t Tell foi aprovada. Em resposta a esses obstáculos, o movimento de direitos LGBT tornou-se cada vez mais centrado na mídia, percebendo que as imagens projetadas para o mundo afetavam negativamente as percepções da homossexualidade.[carece de fontes?] Em 1994, a Aliança Gay e Lésbica Contra a Difamação foi formada como uma organização nacional.[carece de fontes?] The Celluloid Closet foi lançado em 1996, enquanto marchas e protestos contra a representação homossexual no cinema e na televisão cresciam.[carece de fontes?]
"Protestos foram direcionados especificamente para alguns dos maiores e mais prestigiados filmes de Hollywood, incluindo O Silêncio dos Inocentes, que apresenta um travesti enlouquecido que mata e esfola mulheres, e JFK, que tem uma cena em que homossexuais supostamente conspiradores no assassinato de Kennedy se envolvem em jogos e diversões sadomasoquistas". O artigo citado acima apresenta uma entrevista com Kate Sorensen, membro da Queer Nation, uma organização que ajudou a organizar os protestos: "Cada personagem lésbica e bissexual nesses filmes é acusado de ser um assassino psicótico ... E a garota nunca fica com a garota. Estou cansada disso." Os ativistas gays de todo o país atacaram filmes como esses, onde o personagem homossexual é retratado como um assassino erótico repugnante.
Acreditava-se que essas representações refletiam "um medo perverso da AIDS ou da crescente intolerância que causou um aumento em crimes de ódio de todos os tipos. Ainda assim, o tratamento de Hollywood com os gays não ajudou. Com poucas exceções, os personagens homossexuais nos filmes são desajustados assustadores ou caricaturas extravagantes". O lançamento de The Celluloid Closet enfatizou ainda mais a maneira distorcida como os homossexuais foram retratados ao longo da história. Abordando questões específicas pertinentes na época, Russo expõe a existência de homossexuais em Hollywood, assim como a homofobia descontrolada que mantém a homossexualidade no armário, tanto nas telas quanto fora delas.
"Essencialmente, Russo fez pelo cinema o que a ACT UP fez pela conscientização sobre a AIDS ... ele abriu um mundo e uma cultura que quase nunca havia sido discutido antes sob quaisquer circunstâncias, expondo preconceitos e feridas". O filme continuou a incentivar a necessidade de representações positivas de homossexuais. A Aliança Gay e Lésbica Contra a Difamação realizou seminários para a equipe da Columbia Pictures e da Carolco. Além disso, a Hollywood Supports, uma organização de serviços com a missão de combater a fobia da AIDS e a homofobia na indústria do entretenimento, foi fundada.

## Premiações e homenagens
The Celluloid Closet recebeu o prêmio Vito Russo Award da Gay and Lesbian Alliance Against Defamation (GLAAD) em 1996. Esse prêmio é concedido a pessoas abertamente gays ou lésbicas da indústria cinematográfica de Hollywood que promovem a luta contra a homofobia. O prêmio foi criado após a morte de Vito Russo, em homenagem ao ativista e autor do livro que inspirou o documentário.
Além disso, o filme recebeu quatro indicações ao prêmio Emmy Award em 1996. Foi indicado nas categorias de Realização Individual Notável em Programação Informativa por edição, gravação de som e direção de fotografia. Também foi indicado na categoria de Especial Informativo Notável. Além disso, o filme recebeu o Prêmio Peabody e foi reconhecido no Festival de Cinema de Sundance de 1996, ao vencer o prêmio de Liberdade de Expressão.
O filme também foi indicado para o Prêmio Truer Than Fiction no 12th Independent Spirit Awards.

## Lançamento em mídias físicas
Em 2001, a edição em DVD inclui comentários do elenco, um segundo áudio com o comentário de Russo, uma entrevista que ele deu em 1990, um link com o Gay and Lesbian Alliance Against Defamation (GLAAD - Liga Gay e Lésbica Contra a Difamação, em inglês), e algumas entrevistas deletadas na edição, que acabam se transformando num segundo documentário.
No Brasil, o documentário foi lançado em 2022, como extra na edição do filme Victim, de 1961 (que também é comentado no presente documentário), pela distribuidora Obras Primas do Cinema.
Em 22 de novembro de 2022, a Sony Pictures Classics lançou nos Estados Unidos um box set intitulado  Sony Pictures Classics: 30th Anniversary Collection 4K (1992-2017) que incluiu 12 filmes no formato Blu-ray 4k UHD e traz o documentário restaurado em 4k, bem como os extras do DVD, também restaurados.

## Créditos
As seguintes pessoas foram entrevistadas para o documentário.
- Lily Tomlin (narradora)
- Tony Curtis
- Susie Bright
- Arthur Laurents
- Armistead Maupin
- Whoopi Goldberg
- Jan Oxenberg
- Harvey Fierstein
- Quentin Crisp
- Richard Dyer
- Jay Presson Allen
- Mrs. Gustav Ketterer
- Gore Vidal
- Will H. Hays
- Farley Granger
- Paul Rudnick
- Shirley MacLaine
- Barry Sandler
- Mart Crowley
- Antonio Fargas
- Tom Hanks
- Ron Nyswaner
- Daniel Melnick
- Harry Hamlin
- John Schlesinger
- Susan Sarandon

## Filmes discutidos e mostrados
- Dickson Experimental Sound Film (1895)
- Algie, the Miner (1912)
- A Florida Enchantment (1914)
- Behind the Screen] (1916)
- Manslaughter (1922)
- The Soilers (1923)
- Asas   (1927)
- The Broadway Melody (1929)
- Marrocos (1930)
- Their First Mistake (1932)
- Call Her Savage (1932)
- Ladies They Talk About (1933)
- Our Betters (1933)
- Dancing Lady (1933)
- Myrt and Marge (1933)
- Queen Christina (1933)
- Wonder Bar (1934)
- Tarzan and His Mate (1934)
- The Gay Divorcee (1934)
- Bride of Frankenstein (1935)
- Top Hat (1935)
- Dracula's Daughter (1936)
- Bringing Up Baby (1938)
- Rebecca (1940)
- The Maltese Falcon (1941)
- The Lost Weekend (1945)
- Gilda (1946)
- Crossfire (1947)
- Rope (1948)
- Red River (1948)
- Young Man with a Horn (1950)
- In a Lonely Place (1950)
- Caged (1950)
- Gentlemen Prefer Blondes (1953)
- Calamity Jane (1953)
- Johnny Guitar (1954)
- Rebel Without a Cause (1955)
- Tea and Sympathy (1956)
- Cat on a Hot Tin Roof (1958)
- Some Like It Hot (1959)
- Pillow Talk (1959)
- Ben-Hur (1959)
- Suddenly, Last Summer (1959)
- Spartacus (1960)
- Boys Beware (1961)
- Victim (1961)
- The Children's Hour (1961)
- Lover Come Back (1961)
- Walk on the Wild Side (1962)
- Advise & Consent (1962)
- The Fox (1967)
- The Detective (1968)
- The Killing of Sister George (1968)
- The Sergeant (1968)
- Butch Cassidy and the Sundance Kid (1969)
- The Boys in the Band (1970)
- Vanishing Point (1971)
- Sunday Bloody Sunday (1971)
- Cabaret (1972)
- Thunderbolt and Lightfoot (1974)
- Freebie and the Bean (1974)
- Next Stop, Greenwich Village (1976)
- Car Wash (1976)
- Midnight Express (1978)
- la cage aux folles (1978)
- The Warriors (1979)
- North Dallas Forty (1979)
- Windows (1980)
- Cruising (1980)
- Fame (1980)
- My Bodyguard (1980)
- The Fan (1981)
- Continental Divide (1981)
- Personal Best (1982)
- Making Love (1982)
- Victor/Victoria (1982)
- Partners (1982)
- An Officer and a Gentleman (1982)
- Night Shift (1982)
- 48 Hrs. (1982)
- Lianna (1983)
- The Hunger (1983)
- Silkwood (1983)
- Repo Man (1984)
- Another Country (1984)
- Heaven Help Us (1985)
- Teen Wolf (1985)
- Desert Hearts (1985)
- My Beautiful Laundrette (1985)
- The Color Purple (1985)
- Parting Glances (1986)
- Hairspray (1988)
- The Chocolate War (1988)
- Torch Song Trilogy (1988)
- Dream a Little Dream (1988)
- Heathers (1989)
- Longtime Companion (1990)
- Wild at Heart (1990)
- Poison (1991)
- The Silence of the Lambs (1991)
- Thelma & Louise (1991)
- The Hours and Times (1991)
- Edward II (1991)
- My Own Private Idaho (1991)
- Fried Green Tomatoes (1991)
- Swoon (1992)
- Basic Instinct (1992)
- Mo' Money (1992)
- The Living End (1992)
- Glengarry Glen Ross (1992)
- The Crying Game (1992)
- The Wedding Banquet (1993)
- Uma Babá Quase Perfeita (1993)
- Philadelphia (1993)
- As Aventuras de Priscilla, Rainha do Deserto (1994)
- Go Fish (1994)
- Boys on the Side (1995)